# Болос-Ручей
Болос-Ручей — ручей в России, протекает по территории Коткозерского сельского поселения Олонецкого района Карелии. Длина ручья — 11 км.
Ручей берёт начало из ламбины Эйнуламби на высоте 83 м над уровнем моря.
Течёт преимущественно в юго-западном направлении по заболоченной местности.
Ручей в общей сложности имеет 15 притоков суммарной длиной 31 км.
Впадает в реку Олонку на высоте 36,6 м над уровнем моря.
Населённые пункты на ручье отсутствуют.
Код объекта в государственном водном реестре — 01040300212202000011775.